# Wilhelm Jansson
Wilhelm Jansson (geboren 29. Mai 1877 in Stockholm; gestorben 1. August 1923 ebenda) war ein schwedisch-deutscher Gewerkschafter.

## Leben
Wilhelm Jansson arbeitete seit 1896 als Gärtner in Hamburg. Er  wurde Mitglied des Allgemeinen deutschen Gärtnervereins, in dem zunächst noch Arbeitgeber und Arbeitnehmer organisiert waren. 1897 wurde er Mitglied des Verbandsausschusses und 1902 Mitglied des Hauptvorstands und Redakteur des Verbandsorgans. 1904 schloss der Verband sich der Generalkommission der Gewerkschaften Deutschlands an, und Jansson wurde 1905 neben Paul Umbreit 2. hauptberuflicher Redakteur dessen Correspondenzblatts. Jansson gehörte zum revisionistischen Flügel der SPD. Er schrieb auch in den Sozialistischen Monatsheften, in der sozialdemokratischen Theoriezeitschrift Die Neue Zeit und in Soziale Praxis Beiträge über allgemeine politische und Gewerkschaftsfragen und schuf als Korrespondent der schwedischen Parteizeitung Social-Demokraten die Brücke zur Sozialdemokratie in Skandinavien.
Jansson war während des Ersten Weltkriegs innerhalb der deutschen Sozialdemokratie ein Verfechter des Burgfriedens und der Notwendigkeit eines deutschen Siegfriedens im Interesse der Arbeiterklasse. Diese Anschauung bekräftigte er mit dem 1915 herausgegebenen Sammelwerk Arbeiterinteressen und Kriegsergebnis.
1917 begleitete er als Vertreter der Generalkommission der deutschen Gewerkschaften mit Genehmigung des Deutschen Außenministeriums ab Gottmadingen oder ab Stuttgart die erste Gruppe von russischen Exilanten auf deren „exterritorialer“ Eisenbahnfahrt aus der Schweiz durch das Deutsche Reich nach Schweden. Deren Wortführer Lenin war allerdings ein Gegner der Burgfriedenspolitik der Sozialdemokraten und konnte sich deshalb leicht an das mit dem Außenministerium vereinbarte Kontaktverbot halten, so dass es zu keinem politischen Gespräch mit Jansson und auch nicht mit anderen Führern der deutschen Sozialdemokratie kam.
Von 1919 bis 1921 war Jansson Sozialattaché der schwedischen Gesandtschaft in Berlin.

## Schriften (Auswahl)
- Zur Lage der arbeitnehmenden Gärtner in Deutschland. Auf Grund von Erhebungen des Allgem. Deutschen Gärtner-Vereins und unter Benutzung älteren Materials. Verlagsbuchhandlung des Allgemeinen Deutschen Gärtner-Vereins, 1905.
- Die Zustände im deutschen Fabrikwohnungswesen : Ergebnisse einer von der Kommission zur Beseitigung des Kost- und Logiszwanges veranstalteten Erhebung. Verl. der Generalkomm. der Gewerkschaften Deutschlands, Berlin 1910.
- (Hrsg.): Arbeiterinteressen und Kriegsergebnis; ein gewerkschaftliches Kriegsbuch. Berlin : A. Baumeister, 1915.
- mit Heinrich Cunow; Otto Hue; Max Schippel (Hrsg.): Monopolfrage und Arbeiterklasse. Berlin : Buchhandlung Vorwärts, 1917.
- Revolution und Sozialismus. Berlin Arbeitsgemeinschaft für staatsbürgerliche und wirtschaftliche Bildung [ca. 1918].
- Gemeinschaftsarbeit im neudeutschen Wirtschaftsleben. Berlin 1919.